# Museo del Holocausto (Houston)
El Museo de Holocausto de Houston (en inglés: Holocaust Museum Houston) es un centro cultural que se abrió en el año 1996 en Houston (Texas) para honrar a víctimas del Holocausto y evitar que caiga en el olvido las atrocidades provocadas por los regímenes fascistas. Es el cuarto museo del holocausto más grande de Estados Unidos.

## Objetivos del museo
El museo tiene 3 objetivos: 
1. El primero es el de enseñar la magnitud de las matanzas causadas a lo largo de la historia pero principalmente durante el nazismo, además de concienciar del odio y la violencia que desencadenó la muerte de 6 millones de judíos para que no vuelva a ocurrir. El museo también pretende hacer un homenaje a los supervivientes de una de las matanzas más grandes de la historia y otras víctimas.
2. El segundo objetivo es el de transformar la ignorancia en respeto por la vida humana.
3. El tercero es el de promover una sociedad en la que prime el comportamiento individual de manera responsable, el respeto y la justicia social.

## Partes del museo
El museo cuenta con una colección permanente y exposiciones temporales. Una parte importante de la exhibición permanente se llama “Bearing Witness: A community remembers”, esta incluye testimonios de testigos presenciales que sobrevivieron y que viven en de los alrededores de Houston.
Al principio de la exhibición se habla sobre la forma de vida judía y su cultura en Europa antes de la guerra. También se muestran películas de la época, fotos y documentos y propaganda que hacen referencia “la solución final”. Además, hay exhibidos recuerdos reales de la resistencia de muchas personas, por ejemplo: La rebelión del Gueto de Varsovia, rebeliones de prisioneros y la llamada “Operación Texas”, una complacencia como deferencia a los refugiados judíos del presidente Lyndon B. Johnson. Al final de la exhibición, los visitantes pueden observar dos vídeos sobre dos testimonios reales de testigos que fueron supervivientes del holocausto, que fueron liberados y que se trasladaron a los alrededores de Houston.
Aparte de la exhibición permanente y la temporal, el museo cuenta con tres partes más: el “Morgan Family Center”, el “Black Familiy Memorial Room” y el “Eric Alexander Garden of Hope”. En el “Morgan family Center” se encuentran las oficinas administrativas, dos galerías más para exhibiciones migrantes, el HMH classe. El “Black Family Memorial Room”  es un cine donde los visitantes pueden relajarse y meditar sobre todo lo que han visto. Por último esta el “Eric Alexander Garden of Hope”, un pequeño monumento dedicado al millón y medio de niños que perecieron en el holocausto.
Por último cuenta con una biblioteca Boniuk, donde se encuentran más de 5.000 libros sobre el holocausto, la historia judía, la Segunda Guerra Mundial y otros temas relacionados. La biblioteca incluye el archivo HMH y el proyecto oral histórico HMH. En el archivo, se encuentran variedad de artículos, documentos, fotos y rollos de películas. Además de eso, existen también más de 250 fichas de testimonios de sobrevivientes del holocausto, testigos, liberados y un miembro de la juventud de Hitler.
El museo ofrece gran variedad de posibilidades para personas que quieren servir como voluntarios: pueden trabajar como ayudantes en la biblioteca, en la administración, en la recepción o en la tienda de libros. Los voluntarios que hablan más de un idioma pueden trabajar traducir materiales de marketing, como por ejemplo: Los servidores de memorias del servicio extranjero austriaco.

### Edificio actual
En el junio de 2018 su edificio actual, con tres pisos, abrió después de un programa de reforma de $34 millones de dólares. Tiene 57 000 pies cuadrados (5295,5 m²) de área, doble del tamaño original, con exhibiciones bilingües en inglés y español.
Durante la reforma el museo trasladó dos objetos para protegerlos: el bote de rescate «Hanne Frank», y un vagón.

## Trabajo con las escuelas
El museo cuenta con un programa educativo muy potente. Proporciona material de todo tipo (vídeos, pósteres, CD, mapas, libros y planes de visita adaptados para cada centro) a las escuelas para explicar el holocausto de manera más interactiva. También cuenta con un programa para profesores para enseñarles cómo deben dar el tema. Además, la institución ofrece, dentro de su programa de competencias para estudiantes, por ejemplo: el evento anual «Yom HaShoah Art and Writing Contest».

## Premios
Desde 1997, el museo ha otorgado el premio «Guardian of the Human Spirit Award», como una plataforma de reconocimiento para individuos o instituciones que con sus actos han ayudado a mejorar la vida de otros y contribuido con el desarrollo de la humanidad.
El galardón es entregado en una ceremonia anual con más de 700 invitados, las ganancias de esta ceremonia se utilizan para continuar con el programa educativo mundial del museo y con su política de admisión gratuita al público en general los siete días de la semana. 

#### Galardonados
| Año  | Ganadores                                                                                    |
| ---- | -------------------------------------------------------------------------------------------- |
| 2017 | Gregory L. Fenves                                                                            |
| 2016 | Ric Campo                                                                                    |
| 2015 | Velva G y H.Fred Levine                                                                      |
| 2014 | Sobrevivientes del Holocausto Edith Mincberg y el fallecido Josef Mincberg                   |
| 2013 | El sobreviviente del Holocausto William J. "Bill" Morgan y el líder empresarial Murry Bowden |
| 2012 | La familia Harry Mach                                                                        |
| 2011 | Los fundadores de Kipp: Mike Feinberg y Dave Levin                                           |
| 2010 | Alcalde Annise Parker                                                                        |
| 2009 | Barbara y Gerald Hines                                                                       |
| 2008 | Marc J. Shapiro                                                                              |
| 2007 | Lester y Sue Smith                                                                           |
| 2006 | Sandra Weiner y Martin Fein                                                                  |
| 2005 | Naomi Warren y Fred Zeidman                                                                  |
| 2004 | Joan y Stanford Alexander                                                                    |
| 2003 | Ed Wulfe y H-E-B                                                                             |
| 2002 | Jack Blanton y The Houston Chronicle                                                         |
| 2000 | Linda P. Lay y Siegi Izakson                                                                 |
| 1999 | El reverendo William A. Lawson y Julie y Ben Rogers                                          |
| 1997 | Ron Stone                                                                                    |